# Göttinger Kongress für Entwicklung und Bildung

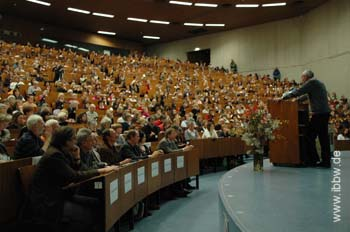
X. Kongress für Erziehung und Bildung in Göttingen

Der Göttinger Kongress für Entwicklung und Bildung (GöKEB, bis 2022 Kongress für Erziehung und Bildung) ist eine wissenschaftliche Tagung, die jährlich in Göttingen stattfindet. Der Kongress verknüpft dabei Erfahrungen aus der pädagogischen Praxis mit aktuellen Entwicklungen relevanter wissenschaftlicher Bereiche, insbesondere der Pädagogik und der Neurowissenschaften.
Die Göttinger Kongresse richten sich an Fachkräfte aus Kita und Grundschule, an Personen aus den Bereichen Fachberatung und Bildungspolitik, an Eltern sowie an eine interessierte Öffentlichkeit.
Es werden Ergebnisse aus verschiedenen Forschungsbereichen im Sinne einer interdisziplinären Arbeit praxisbezogen dargestellt.
Begründet wurden die Göttinger Kongresse von Karl Gebauer und Beatrix Schminke-Gebauer und Team. Seit 2025 organisiert die Göttinger Kongress GbR die zweitägige Veranstaltung.

## Umbenennung
2025 wurde der Göttinger Kongress für Erziehung und Bildung in Göttinger Kongress für Entwicklung und Bildung umbenannt. Der neue Namen gilt ab dem Kongress 2025.

## Kongress für Erziehung und Bildung
Begründet wurde die Kongressreihe im Jahr 2000 durch den Neurowissenschaftler Gerald Hüther und den Schulleiter und Erziehungswissenschaftler Karl Gebauer, mit dem Ziel, den Austausch zwischen Wissenschaft und Praxis zu steigern und gemeinsam mit den Teilnehmenden nach Lösungen für Schwierigkeiten im Bildungsbereich zu suchen. Der erste Kongress für Erziehung und Bildung fiel damit ins gleiche Jahr wie die erste PISA-Studie, die eine breite gesellschaftliche Debatte über das Bildungssystem auslöste.
Die Veranstaltungsreihe beschäftigt sich mit unterschiedlichen Lehr- und Lernformen, von der Bildung im Elternhaus, über KiTas bis zur Erwachsenenbildung. In Anbetracht der intensiven Diskussion von neuen Erkenntnissen der Hirnforschung zum Thema frühkindlicher Bildung spielt dieser Bereich eine besondere Rolle. Wissenschaftliche Vorträge, Diskussionsrunden und Workshops  werden von einem kulturellen Rahmenprogramm begleitet, an dem vielfach Jugendliche beteiligt sind. Der Kongress für Erziehung und Bildung stellt sich problemlösungsorientiert dar. Häufig werden best practice Konzepte von erfolgreichen Bildungsprojekten und -Institutionen diskutiert.

## Themenschwerpunkte vergangener Kongresse
- 2000 – Im Teufelskreis der Selbstbezogenheit – Kinder ohne Entwicklungschancen?
- 2001 – Kinder auf der Suche nach Orientierung – Perspektiven für eine gelingende Kindheit
- 2002 – Kunst und Erziehung – Erziehung als Kunst
- 2003 – Krisen meistern – Psychosoziale Kompetenz als Ziel von Erziehung und Bildung
- 2004 – Modelle für die Zukunft – Wie sich Bildungseinrichtungen in Lernwerkstätten verwandeln lassen
- 2005 – Auf Jeden kommt es an – Über das Gelingen von Innovationen
- 2006 – Kinder sind verschieden – Wie das Zugehörigkeitsgefühl wachsen kann
- 2007 – Kinder sind verschieden – Wie das Zugehörigkeitsgefühl wachsen kann
- 2008 – Das Beste für unsere Kinder – Bildung und Glück
- 2009 – Wertschätzung schafft Bildung
- 2010 – Aufmerksamkeit – Achtsamkeit – Anerkennung
- 2011 – Selbstwert und Persönlichkeit – Kernpunkte der Entwicklung
- 2012 – Dialog und Empathie – Wie wollen wir leben?
- 2013 – Solidarität und Selbstfürsorge – Orientierung in unübersichtlichen Zeiten
- 2014 – Die Würde des Menschen achten – Wege zur Inklusion in KiTa, Schule und Gesellschaft
- 2015 – Spielräume – Entwicklungsräume – Innere Stärke durch Bewegung, Kunst & Musik
- 2016 – Vertrauen, Offenheit & Mut – Bausteine für ein gutes Zusammenleben
- 2025 – Wohlbefinden und Engagiertheit in Kita und Grundschule – Bildung braucht Resonanz

## Referenten vergangener Kongresse
Neben Gerald Hüther und Karl Gebauer zählten international renommierte wie lokal agierende Wissenschaftlerinnen und Bildungspraktiker zu den Inputgebern der Kongressreihe. Unter ihnen:
- Remo H. Largo, Schweizer Kinderarzt und Autor
- Reinhard Kahl, Bildungsjournalist
- Fredrik Vahle, Kinderliedermacher und Germanistikprofessor
- Friedemann Schulz von Thun, Kommunikationswissenschaftler
- Jesper Juul, dänische Familientherapeut
- Mechthild Papoušek, Bindungsforscherin und Psychiaterin
- Wassilios Fthenakis, Psychologe und Bundesverdienstkreuzträger
- Reiner Lehberger, Erziehungswissenschaftler und Leiter des Lern-Werk (Bucerius/Zeit-Stiftung)
- Marianne Leuzinger-Bohleber, Direktorin des Sigmund-Freud-Institutes
- Karin Grossmann und Klaus Grossmann, Bindungsforscher
- Joachim Bauer, Neurologe
- Susanne Gaschke, Zeit-Redakteurin
- Karl Heinz Brisch, Kinder und Jugend Psychiater
- Jörg Maywald, Leiter der Deutschen Liga für das Kind
- Olaf-Axel Burow, Glücksforscher
- Matti Meri, finnische Bildungsforscher
- Allan Guggenbühl,  Schweizer Psychologe
- Susanne Viernickel, Pädagogin

## Veröffentlichungen zum Kongress für Erziehung und Bildung
- Karl Gebauer / Gerald Hüther (Hrsg.): Kinder brauchen Wurzeln: neue Perspektiven für eine gelingende Entwicklung. Walter, Düsseldorf 2001, ISBN 3-530-40124-2.
- Karl Gebauer, Gerald Hüther (Hrsg.): Kinder suchen Orientierung: Antworten für eine sinn-stiftende Erziehung. Walter, Düsseldorf/Zürich 2002, ISBN 3-530-40136-6.
- Karl Gebauer, Gerald Hüther (Hrsg.): Kinder brauchen Spielräume: Perspektiven für eine kreative Erziehung Walter, Düsseldorf 2003, ISBN 3-530-40153-6.
- Karl Gebauer, Gerald Hüther (Hrsg.): Kinder Brauchen Vertrauen. Erfolgreiches Lernen durch starke Beziehungen. Walter, Düsseldorf/Zürich 2004, ISBN 3-530-40163-3.
- Karl Gebauer (Hrsg.): Anders Lernen: Modelle für die Zukunft. Walter, Düsseldorf 2005, ISBN 3-530-40181-1
- Karl Gebauer (Hrsg.): Lernen braucht Vertrauen: Perspektiven für eine innovative Schule. Walter, Düsseldorf, 2006, ISBN 978-3-530-42211-5.